# Nul n'est méchant volontairement

Nul n'est méchant volontairement (en grec ancien : οὐδένα ἀνθρώπων ἑκόντα ἐξαμαρτάνειν οὐδὲ αἰσχρά) est une citation de Socrate, transcrite par Platon dans plusieurs de ses œuvres. Il s'agit d'une des phrases les plus célèbres du corpus platonicien.

## Thèse
La phrase « Nul n'est méchant volontairement » apparaît à plusieurs reprises dans les écrits de Platon. Elle récapitule, en effet, une partie de la philosophie morale de l'auteur et de son maître. Sous la plume de Platon, Socrate défend un moralisme intellectualiste, c'est-à-dire qu'il ramène les questions morales à des questions intellectuelles. La morale serait affaire de savoir, et non de sentiment. Ceux qui agissent mal (sont méchants) sont ceux qui se trompent sur la nature du bien.
Cette thèse s'inscrit dans la réflexion morale socratique, qui elle-même est une réponse à beaucoup de thèses répandues au temps de Socrate et de Platon. Eschyle, dans Prométhée enchaîné, écrit par exemple : « Volontairement, volontairement j'ai erré ; je ne le nie pas ». 

## Occurrences
Socrate déclare en premier, dans le Protagoras : « je suis à peu près persuadé que, parmi les philosophes, il n’y en a pas un qui pense qu’un homme pèche volontairement et fasse volontairement des actions honteuses et mauvaises ; ils savent tous au contraire que tous ceux qui font des actions honteuses et mauvaises les font involontairement ».
Dans le Gorgias, dans sa discussion avec Polos, Socrate soutient cette thèse, sans utiliser la phrase, en 467b. La phrase apparaît ensuite à diverses reprises sous la plume de Platon. On la retrouve aussi dans le Timée ainsi que dans Les Lois.

## Postérité

### Critique aristotélicienne
Aristote critique la position de Socrate dans la Grande Morale. Il écrit, dans le premier livre (chapitre VII), que si « le vieux Socrate allait jusqu'à supprimer entièrement et à nier l'intempérance, en soutenant que personne ne fait le mal en connaissance de cause », c'était une erreur : « l'intempérant, qui ne sait pas se maîtriser, semble bien faire le mal tout en sachant que c'est du mal, emporté comme il l'est par la passion qui le domine ». Ainsi, Socrate aurait négligé le rôle de l'intempérance : « Par suite de ce système, Socrate était amené à croire qu'il n'y a pas d'intempérance. Mais c'était une erreur ».

### Approbation cartésienne
René Descartes, ayant lui-même adopté une forme d'intellectualisme à cet égard, écrit dans le Discours de la méthode que « le pécheur est un ignorant ». Le mal ne peut être voulu pour lui-même, mais se produit car la raison a failli. Dans la quatrième méditation des Méditations métaphysiques, il se demande : « D'où est-ce que naissent mes erreurs ? ». Il écrit que la raison « s’égare fort aisément, et choisit le mal pour le bien, le faux pour le vrai. Ce qui fait que je me trompe est que je pèche ». Par conséquent, « il suffit de bien juger pour bien faire ».